# اخراج از زبنشین

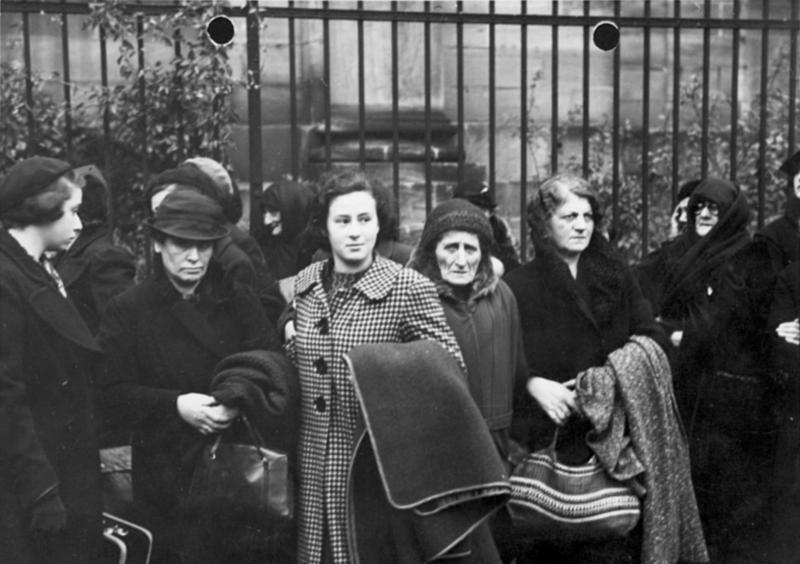
تبعید یهودیان نورنبرگ در ۲۸ اکتبر ۱۹۳۸

اخراج از زبنشین (Zbąszyń به لهستانی) یک عملیات اخراج یهودیان با اصلیت لهستانی از آلمان نازی در اکتبر ۱۹۳۸ بود که طی آن نازی‌ها یهودیانی را که تابعیت آلمانی نداشتند از آلمان اخراج کردند.
اخراج زبنشین اولین اخراج گسترده یهودیان توسط آلمان نازی بود.

## آسام اخراج
نام رسمی این اخراج، همان‌طور که توسط نازی‌ها نامیده می‌شد، عملیات لهستانی (به آلمانی: Polenaktion) بود. در طول این اخراج، هزاران یهودی تبعید شده در چندین روستاهای واقع در مرز بین لهستان و آلمان اسکان داده شدند. اکثر یهودیان که اخراج شده بودند، حدود ۸٬۰۰۰ نفر، به روستای زبنشین تبعید گشتند و مدت درازی در آنجا اقامت داشتند، بنابراین این اخراج به نام آن روستا نامیده می‌شود.

## زمینه
در آخرین روزهای اکتبر ۱۹۳۸، نازی‌ها بیش از ۱۸٬۰۰۰ یهودی تبعه لهستان را که در آلمان زندگی می‌کردند، جمع کردند. بسیاری از این یهودیان بیشتر سالهای عمر خود را در آلمان زندگی کردند و در میان آنها جانبازان جنگ جهانی اول نیز وجود داشتند. این یهودیان به شهر زبنشین (Zbąszyń به لهستانی) در مرز بین آلمان و لهستان تبعید شدند، اما در آنجا دولت لهستان از پذیرش آنها خودداری کرد. دولت لهستان خودداری کرد مطابق با قانون تابعیت لهستان مارس ۱۹۳۸، که در آن مقامات لهستان تصمیم گرفتند تابعیت افرادی که بیش از ۵ سال در خارج از لهستان زندگی می‌کردند را مصادره کند

## وقایع اخراج
یهودیان در منطقه مرزی بدون پناهگاهی در برابر سرما باقی ماندند و از بیماری و گرسنگی رنج می‌بردند. پس از یک بسیج جهانی، آنها غذا و تجهیزات پزشکی توسط کمیته مشترک توزیع آمریکایی یهودی (JDC)، صلیب سرخ لهستان و سازمان‌های یهودی لهستان دریافت بشد. در پایان مذاکرات بین دولت‌های آلمان و لهستان، توافق شد که دولت لهستان این اخراجی‌ها را بپذیرد. جنبش «هاحالوتس» در لهستان بخش قابل توجهی از این اخراجی‌ها را پذیرفت و آنها را به مزارع آموزشی مختلف در سراسر کشور منتقل کرد. حدود ۱۰۰ جوان در مزرعه آموزشی گروخوف، نزدیک ورشو، پذیرفته شدند.
درخواست کنسول بریتانیا در لهستان از اداره شهرک یهودیان در اسرائیل برای تخصیص ۱۵۰ سرتیفیکا تأیید شده برای مهاجرت به اسرائیل به نفع اخراجی‌ها زبنشین رد شد. حدود ۵۰ کودک از اخراجی‌ها در ژانویه ۱۹۳۹ از زبنشین به انگلستان منتقل شدند.
در میان یهودیان تبعیدی، مارسل رایش-رنیتسکی و همچنین خانواده گرینسپن از هانوفر بودند. یکی از اعضای خانواده، برتا، در مورد این اخراج به برادر کوچکترش، هرشل گرینسپن، که در آن زمان در پاریس اقامت داشت، بازگو کرد. هرشل گرینسپن با خشم هجوم آورد، اسلحه ای برداشت و به سفارت آلمان در پاریس رفت و در آنجا از فاصله نزدیک به یکی از کارمند پایین سفارت به نام ارنست پوم رات شلیک کرد. رات به شدت مجروح شد و دو روز بعد درگذشت. گرینسپن توسط پلیس دستگیر و مورد بازجویی قرار گرفت. بنا به دستور وزیر تبلیغات، یوزف گبلس، این ترور به‌طور گسترده در صفحات اول تمام روزنامه‌های آلمان نازی منتشر شد. رژیم نازی از این حادثه قتل برای سازماندهی خشونت گسترده به ظاهر خودجوش در شب ۹ نوامبر ۱۹۳۸ بهره برد، که به شب بلورین (کریستال‌ناخت) معروف شد.